# David Beck (Archäologe)
David Beck (* 10. Mai 1893 in Triesenberg; † 21. Mai 1966 in Chur) war ein liechtensteinischer Lehrer,  Heimatforscher und Archäologe.

## Leben
David Beck kam als Sohn des Landwirts und Stickers Gottlieb Beck und der Maria geborene Bühler zur Welt. Nach dem Besuch des Lehrerseminars Feldkirch legte David Beck im Jahr 1919 die Lehramtsprüfung ab. In unmittelbarer Folge unterrichtete Beck zunächst bis 1938 an der Volksschule Triesenberg, daran anschließend an der Schule Ebenholz in Vaduz.
Im Jahr 1953 wurde Beck die Errichtung des Liechtensteinischen Landesmuseums anvertraut, dem er bis zu seinem Tod nebenamtlich als Direktor vorstand. Dazu leitete er die ur- und frühgeschichtlichen Ausgrabungen des Historischen Vereins für das Fürstentum Liechtenstein, wie etwa auf dem Lutzengütle, Borscht, Schneller, Malanser, Krüppel, beim römischen Kastell in Schaan oder auf der Oberen Burgruine Schellenberg, wovon Grabungsberichte im Jahrbuch des Historischen Vereins für das Fürstentum Liechtenstein informieren. Daneben verfasste Beck zahlreiche Arbeiten über das Walsertum und die Triesenberger Ortsgeschichte. Sein besonderes Engagement galt der Erhaltung der Walsersprache, speziell der Triesenberger Mundart.
Von 1955 bis 1966 war er Vorsitzender des Historischen Vereins für das Fürstentum Liechtenstein. 1963 erhielt er von der Philosophisch-Historischen Fakultät der Universität Basel für seine Forschungstätigkeit die Ehrendoktorwürde. Ebenfalls 1963 erhielt er den Titel Fürstlicher Studienrat. 
David Beck war mit Emma geborene Ospelt verheiratet. Er verstarb am 21. Mai 1966 wenige Tage nach Vollendung seines 73. Lebensjahres in Chur.